# War Artists' Advisory Committee

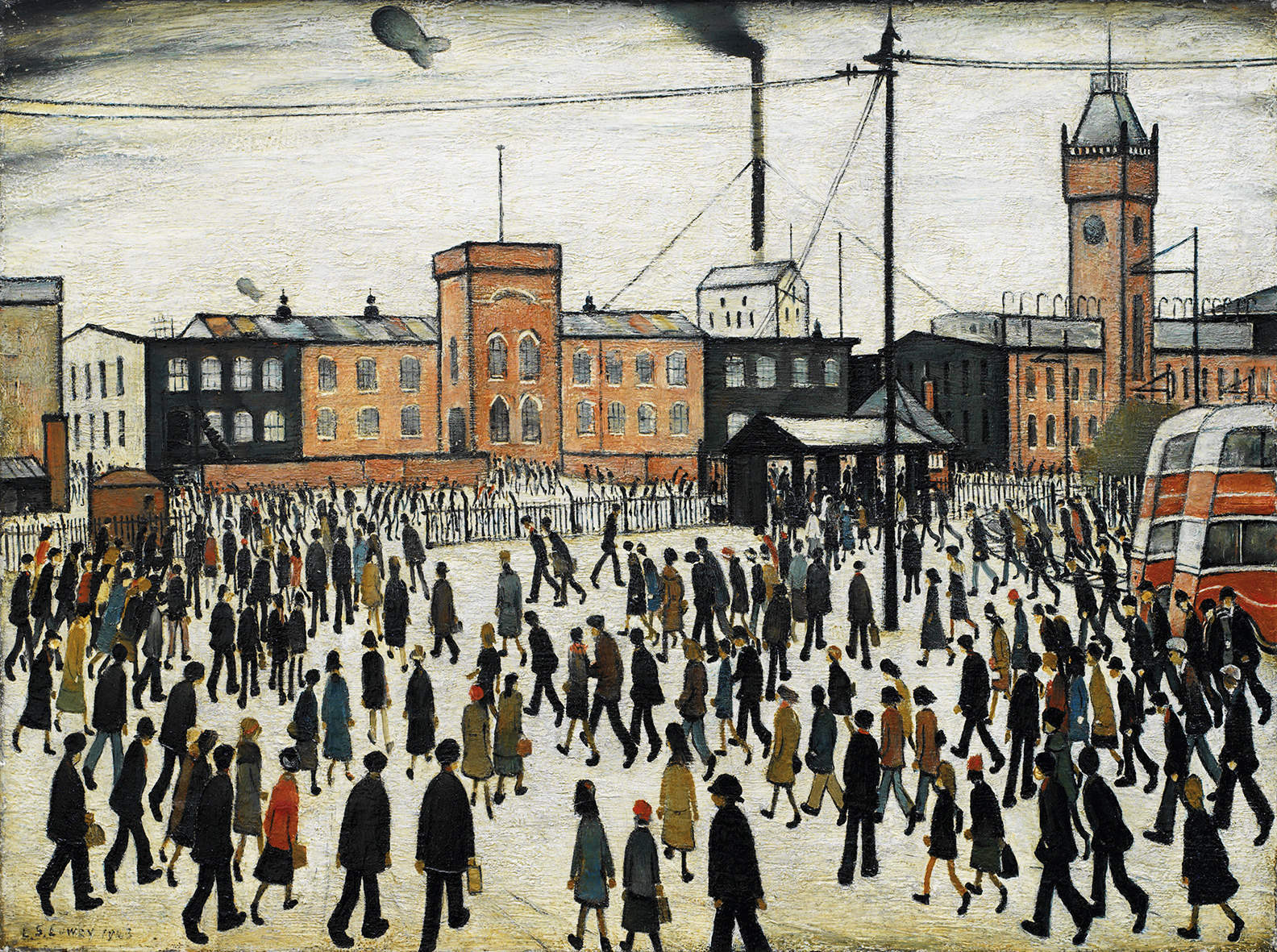
L. S. Lowry: Factory workers going to work at the Mather & Platt, Manchester, in the snow, 1943

War Artists Advisory Committee (WAAC), Poradní výbor pro válečné umění byla britská vládní agentura založená v rámci Ministerstva informací v Británii při vypuknutí druhé světové války v roce 1939 s cílem sestavit komplexní umělecký a dokumentární soubor o dějinách Británie během války. Jejím prvním předsedou byl jmenován Kenneth Clark. Když byl v prosinci 1945 výbor rozpuštěn, jeho sbírka obsahovala 5 570 uměleckých děl od více než 400 umělců. Tato sbírka byla distribuována do muzeí a institucí v Británii a po celém světě, přes polovinu děl – asi 3000 – je uloženo ve sbírkách Imperial War Museum.

## Příběhy některých umělců

### Paul Nash

Paul Nash: Battle of Germany (Bitva o Německo), 1944

Na počátku druhé světové války byl Paul Nash jmenován Poradním výborem pro válečné umění na post válečného umělce placeného na plný úvazek. Podléhal královskému letectvu a ministerstvu letectví. U zástupce ministerstva letectví ve výboru WAAC nebyl Nash populární, částečně kvůli modernistické povaze jeho práce a částečně proto, že RAF chtěla, aby se umělci WAAC soustředili na vytváření portrétů jejích pilotů a posádky letadel. Zatímco placený umělec WAAC Nash namaloval dvě série akvarelů: Raiders a Aerial Creatures. Raiders nebo Marching Against England (Pochod proti Anglii) byla sada studií německých letadel, které byly rozbity v anglické venkovské krajině s tituly jako Bomber in the Corn, The Messerschmitt in Windsor Great Park a Under the Cliff. Zatímco ministerstvo letectví oceňovalo vlastenecký záměr a propagandistickou hodnotu těchto děl, série leteckých stvoření s antropomorfními zobrazeními britských letadel, ministerstvo letectví trvalo na ukončení Nashovy smlouvy na plný úvazek v prosinci 1940. Předseda WAAC, Kenneth Clark byl tímto vývojem velmi rozzuřen a v lednu 1941 výbor souhlasil s tím, že uhradí 500 dolarů za nákup Nashových děl na téma vzdušného konfliktu. Nash pracoval přerušovaně s touto úpravou až do roku 1944, kdy vytvořil čtyři obrazy pro WAAC. První dva z nich byly Totes Meer (Mrtvé moře) a Battle of Britain (Bitva o Británii).
Obraz Totes Meer (Mrtvé moře) byl předán WAAC v roce 1941 a ukazuje mrtvé moře ztroskotaných německých křídel a trupů letadel založených na náčrtech a fotografiích, které byly pořízeny v oddělení pro kovovýrobu v Cowley u Oxfordu v roce 1940. Obraz připomíná řadu ponurých mořských a pobřežních obrazů, které Nash vytvořil ve třicátých letech minulého století. I když mezi troskami letadel u Cowley bylo i mnoho britských letadel, Nash zobrazil pouze německá letadla, protože chtěl ukázat osud stovek a stovek létajících tvorů, které napadly tyto břehy. Navrhoval použít sérii pohlednic s troskami německých letadel jako propagandu a shazovat je nad Německem. Za tímto účelem Nash dokonce vytvořil pohlednici s obrazem s Hitlerovou hlavou naaranžovanou nad troskami německých letadel. Kenneth Clark uvedl, že obraz Mrtvé moře byl podle mého ten nejlepší obraz války, a je stále považován za nejslavnější britskou malbu druhé světové války.
Obraz Bitva o Británii (1941) je uměleckým ztvárněním letecké bitvy probíhající nad rozlehlou pevninou u moře, což naznačuje ústí Temže a Lamanšský průliv. Bílé stopy spojeneckých letadel vytvářejí vzory připomínající pupeny a okvětní lístky a zdá se, že přirozeně rostou ze země a mraků, na rozdíl od tuhých, formálních řad útočných sil. Clark rozpoznal alegorickou povahu díla a napsal Nashovi: Myslím, že v tomto a Totes Meere jste objevil novou podobu alegorického obrazu. Je nemožné vykreslit velké události bez alegorie ... a objevil jste způsob, jak by se symboly vymanily ze samotných událostí.
Po dokončení tohoto obrazu se Nash cítil kreativně zablokovaný a opět onemocněl astmatem. Sice nebyl schopen malovat, ovšem vytvořil řadu fotografických koláží, které obsahovaly symboly a motivy z jeho předchozích prací často s motivy Hitlera. Nash předložil řadu těchto prací nazvaných Follow the Fuehrer (Následujte Vůdce) Ministerstvu informací na propagandu, ale byl odmítnut. Když pokračoval v malování, vytvořil dílo Defence of Albion (Obrana Albionu). Obraz je považován za nejslabší ze čtyř velkých obrazů pro WAAC. Nash měl velké problémy s jeho dokončením. Zobrazuje britský létající člun Short Sunderland v moři u Portland Bill. Nash měl k dispozici pouze fotografie letounu a byl příliš nemocný aby mohl jít na pobřeží a prohlédnout si je. Nash napsal Ericovi Raviliousovi, který maloval letadla ve Skotsku a požádal ho, aby mu popsal působení slunce na letadlo.
Nashův závěrečný obraz pro WAAC byl nicméně mimořádnou, imaginativní scénou bombového útoku na město. Navzdory tomu, že dostal přístup k oficiálním zprávám leteckých posádek útočících na Německo, zobrazení bitvy o Německo – Battle of Germany – použil nekonvenční, abstraktní přístup. Vysvětloval že chtěl ukázat město pod útokem s pilířem kouře z hořících budov v pozadí a s bílými kuličkami klesajících padáků v popředí. Sloup dýmu a kulatý měsíc hrozí městu stejně jako bombardéry, ukryté v červených mracích, zodpovědné za exploze na pravé straně obrazu. Kenneth Clark nejdříve prohlásil, že obraz je obtížně srozumitelný kvůli tomu, co nazval různými rovinami zobrazované reality. Na druhé straně však uznal, že tímto směrem by mohlo směřovat poválečné umění.

### Christopher R. W. Nevinson

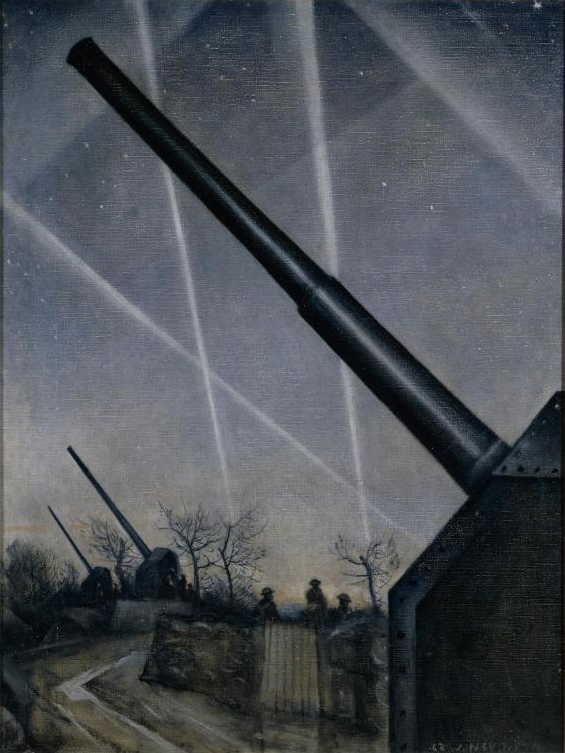
Christopher R. W. Nevinson: Anti-aircraft Defences (Protiletecké obrany) byl jedním ze tří obrazů, které od něho WAAC zakoupila v prosinci 1940.

V prosinci 1940 předložil Christopher R. W. Nevinson WAAC tři obrazy, které byly odmítnuty. V Londýně pracoval jako nosič nosítek během bleskové války, při které v Hampsteadu zasáhly bomby jeho rodný dům i ateliér. Výbor WAAC pak 29. prosince přijal dva jeho obrazy: Anti-aircraft Defences (Protiletecká obrana) a The Fire of London, December 29th – An Historic Record (Požár Londýna, 29. prosince – historický záznam). V srpnu 1942 Nevinson získal od královského letectva pověření zobrazit letadla připravující se ke startu na letišti v Dieppe. Dovolili mu létat jako pasažér, aby si mohl udělat vlastní obraz letecké války. Nevinson svůj obraz Battlefields of Britain (Bitevní pole Británie) předal Winstonu Churchillovi jako dárek národu. Obraz stále visí v Downing Street. Krátce poté mu mrtvice ochromila pravou ruku a omezila schopnost řeči. Nevinson požádal o pracovní místo v úřadě WAAC, ale byl odmítnut. Naučil se malovat levou rukou a v létě roku 1946 se tři jeho obrazy dostaly na výstavu v Královské akademii umění. Nevinson se zúčastnil výstavy na invalidním vozíku s pomocí své ženy Kathleen. O několik měsíců později zemřel ve svém domě ve věku 57 let na srdeční selhání.

### Eric Kennington
Na počátku druhé světové války vytvořil Eric Kennington řadu pastelových portrétů důstojníků královského námořnictva pro Poradní výbor pro válečné umění, na krátkodobé smlouvy. Tyto portréty patří mezi nejvýznamnější události první výstavy WAAC v Národní galerii v létě roku 1940. Kennington také namaloval portrét admirála námořnictva Sira Dudley Pounda. Pound byl vážně nemocný když si ho Kennington načrtl a přestože admiralita byla s tímto obrazem spokojena, odmítli povolit, aby se portrét zveřejnil dříve než Pound zemřel v říjnu 1943. Kennington nakreslil několik mladších námořníků, z nichž někteří přežili potopení své lodě. V květnu 1940 byl Kennington frustrován postojem WAAC k jeho návrhům a na svou smlouvu rezignoval. Vstoupil do nově formovaných Home Guard, což byli dobrovolníci, tvořící ozbrojenou civilní milici, podporující britskou armádu během druhé světové války. Kennington velel šestičlenné hlídce v Ipsdenu. V srpnu 1940 mu výbor WAAC nabídl pracovní smlouvu pro ministerstvo letectví na plný úvazek, což přijal. Mezi prvními portréty pro RAF patřil portrét jednoho z velitelů letky Rodericka Learoyda, VC (nositel Victoria Cross). Setkání se uskutečnilo odpoledne 7. září 1940 v budově ministerstva letectví v Londýně a bylo přerušeno sirénou, kterou oba muži ignorovali. V březnu 1941 byl Kennington umístěn v RAF Witteringu, na základně Night Fighter. Tady Kennington vytvořil několik dalších originálních prací, mezi něž patří například In the Flare Path and Stevens' Rocket. Kennington poté strávil nějaký čas na základně Bomber Command v Norfolku, než se přestěhoval do RAF Ringway poblíž Manchesteru, kde pokračoval ve výcviku v Parachute Regimentu. Přestože Kenningtonovi už bylo 52 let, uskutečnil přinejmenším jeden padákový seskok u Ringwoodu. V září 1941 sám publikoval ilustrovanou brožuru Pilots, Workers, Machines, která měla velký úspěch. Až do září 1942 Kennington cestoval po Británii. Maloval stovky portrétů spojeneckého letového štábu a dalšího servisního personálu. Pak rezignoval na své pověření, neboť měl pocit, že WAAC nevyužívá propagandistickou hodnotu jeho práce ve svých publikacích a plakátech. Asi 52 Kenningtonových prací pro RAF bylo publikováno v knize WAAC z roku 1942: Drawing the RAF. Další publikace kterou Kennington ilustroval byla Tanks and Tank Folk, vydaná roku 1943. V roce 1945 Kennington dodal ilustrace pro Britain's Home Guard od Johna Brophyho. Darracott a Loftus píší, jak v obou válkách jeho kresby a dopisy ukazují, že je obdivovatelem hrdinství obyčejných mužů a žen, obdiv, který je obzvláště pozoruhodný v plakátové sérii Seeing It Through, s básněmi Sira Alana Patricka Herberta, jeho osobního přítele.

### Milan Richter
V letech 1999–2010 byl členem WAAC český spisovatel Milan Richter a později byl 1. viceprezidentem WAAC. Z pověření WAAC zorganizoval 18. světový kongres básníků v Bratislavě v roce 1998.

## Umělci WAAC
Třicet šest mužů a jedna žena získalo práci na plný úvazek, stovky dalších umělců dostalo krátkodobé smlouvy a byla zakoupena díla dalších 264 umělců, profesionálních i amatérských. Do sbírky přispěli nezištně tři umělci.

### Umělci s plným úvazkem pro WAAC
| - Edward Ardizzone - Edward Bawden - Muirhead Bone - Stephen Bone - Henry Carr - William Coldstream - Leslie Cole - Charles Cundall - William Dring - Evelyn Dunbar - Richard Eurich - Reginald Grenville Eves - Barnett Freedman | - Anthony Gross - Bernard Hailstone - Keith Henderson - Thomas Hennell - Eric Kennington - Henry Lamb - Thomas Monnington - James Morris - Rodrigo Moynihan - John Nash - Paul Nash - Mervyn Peake | - John Piper - Roland Vivian Pitchforth - John Platt - Eric Ravilious - Albert Richards - Leonard Rosoman - Rupert Shephard - Graham Sutherland - Alfred Thomson - Carel Weight - Charles Wheeler - John Worsley |

### Umělci s menším úvazkem pro WAAC
| - Rosemary Allan - Leonard Appelbee - John Armstrong - Robert Austin - Edward Baird - Malcolm Baker-Smith - James Bateman - Walter Bayes - Frank Beresford - Oswald Birley - David Bomberg - Rodney Joseph Burn - Thomas Carr - Bernard Casson - Evan Charlton - Derek Chittock - Dora Clarke - William Clause - Dorothy Coke - Robert Colquhoun - Philip Connard - William Conor - James Cowie - Raymond Coxon - Frank Barrington Craig - Hugh Adam Crawford - Terence Cuneo - Robin Darwin - Anthony Devas - Frank Dobson - Francis Dodd - Paul Drury - Thomas Cantrell Dugdale - C.W. Dyson-Smith - Ian G M Eadie | - Arthur John Ensor - Jacob Epstein - Vincent Evans - Hubert Andrew Freeth - Ethel Gabain - Evelyn Gibbs - Charles Ginner - Duncan Grant - James Ardern Grant - Kenneth Grant - Herbert James Gunn - Robin Guthrie - Allan Gwynne-Jones - Patrick Hall - A.S. Hartrick - Norman Hepple - Eliot Hodgkin - Percy Horton - Ray Howard-Jones - Blair Hughes-Stanton - Francis Ernest Jackson - Edmond Xavier Kapp - Mary Kessell - Laura Knight - Wyndham Lewis - L.S. Lowry - Lowes Dalbiac Luard - Neville Lytton - Frances Macdonald - Alexander Macpherson - Raymond McGrath - Robert Medley - Bernard Meninsky - Paul Methuen | - James Miller - Henry Moore - Mona Moore - Harry Morley - W.P. Moss - Cuthbert Orde - Charles Pears - Patrick E. Philips - Elizabeth Polunin - Patricia Preece - William Roberts - Claude Rogers - Kenneth Rowntree - Henry Rushbury - Walter Russell - Randolph Schwabe - Peter Scott - Robert Sivell - John Skeaping - Alan Sorrell - Ruskin Spear - Gilbert Spencer - Stanley Spencer - Steven Spurrier - David Macbeth Sutherland - Ernest Heber Thompson - Alfred Thomson - A.R. Middleton Todd - Feliks Topolski - John Laviers Wheatley - Harold Sandys Williamson - W. Matvyn Wright |

### Umělci od nichž WAAC zakoupila díla
| - George Worsley Adamson - Mary Adshead - Edgar Ainsworth - Griselda Allan - Kathleen Allen - Adrian Allinson - Pegaret Anthony - Joshua Armitage - Michael Ayrton - Ivor Beddoes - John Berry - Paul Bird - Douglas Robertson Bisset - George Bissill - Sam Black - Doris Blair - Robert Henderson Blyth - James Boswell - Norma Bull - Charles Chaplin - Malvina Cheek - George Claessen - John Kingsley Cook - Edward Bainbridge Copnall - Raymond Teague Cowern - Leonard Daniels - Paul Lucien Dessau - Alan Durst - Clifford Ellis - Frederick William Elwell - Simon Elwes - Leila Faithfull | - John Farleigh - Dennis Flanders - Victorine Foot - Michael Ford - Meredith Frampton - Thomas Freeth - Roger Furse - Abram Games - Alfred Gerrard - Kaff Gerrard - Phyllis Ginger - Grace Golden - Tom Gourdie - Kathleen Guthrie - Karl Hagedorn - Clifford Hall - Thomas Symington Halliday - Colin Hayes - Francis Helps - Rose Henriques - Elsie Dalton Hewland - Francis Edwin Hodge - Erlund Hudson - Barbara Jones - James Kenward - Morris Kestelman - Eve Kirk - Edwin La Dell - George Lambourn - Nora Lavrin - Olga Lehmann | - Frank H. Mason - John Mansbridge - Edgar Mansfield - Reginald Mills - Colin Moss - Charles Mozley - Edmund Nelson - C.R.W. Nevinson - Herbert Arnould Olivier - Ivan Peries - Christopher Perkins - Louisa Puller - Ceri Richards - Michael Rothenstein - William Rothenstein - Stella Schmolle - Edward Seago - Ian Strang - Eric Taylor - Julian Trevelyan - Henry Trivick - Clive Uptton - Keith Vaughan - Paule Vezelay - Sydney Curnow Vosper - John Stanton Ward - Katerina Wilczynski - Norman Wilkinson - Frank Wootton - Ernest Worrall - Anna Zinkeisen - Doris Zinkeisen |

## Galerie

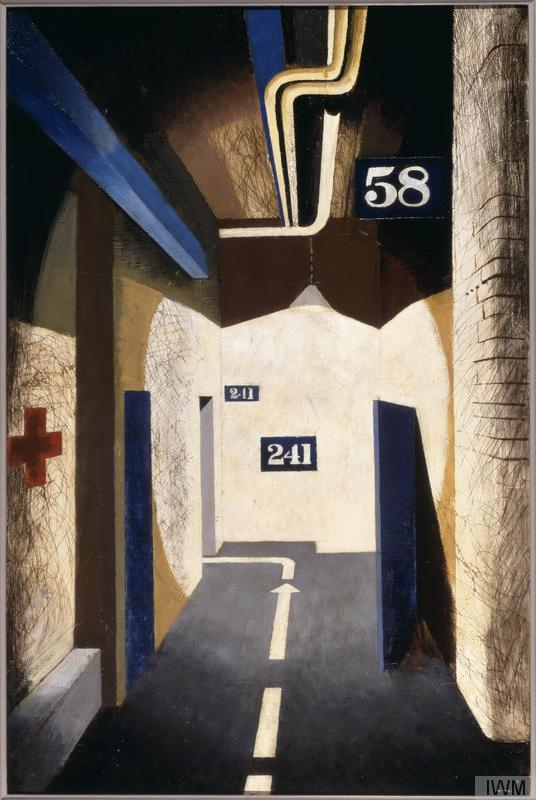
John Piper: The Passage to the Control-room at South West Regional Headquarters, Bristol
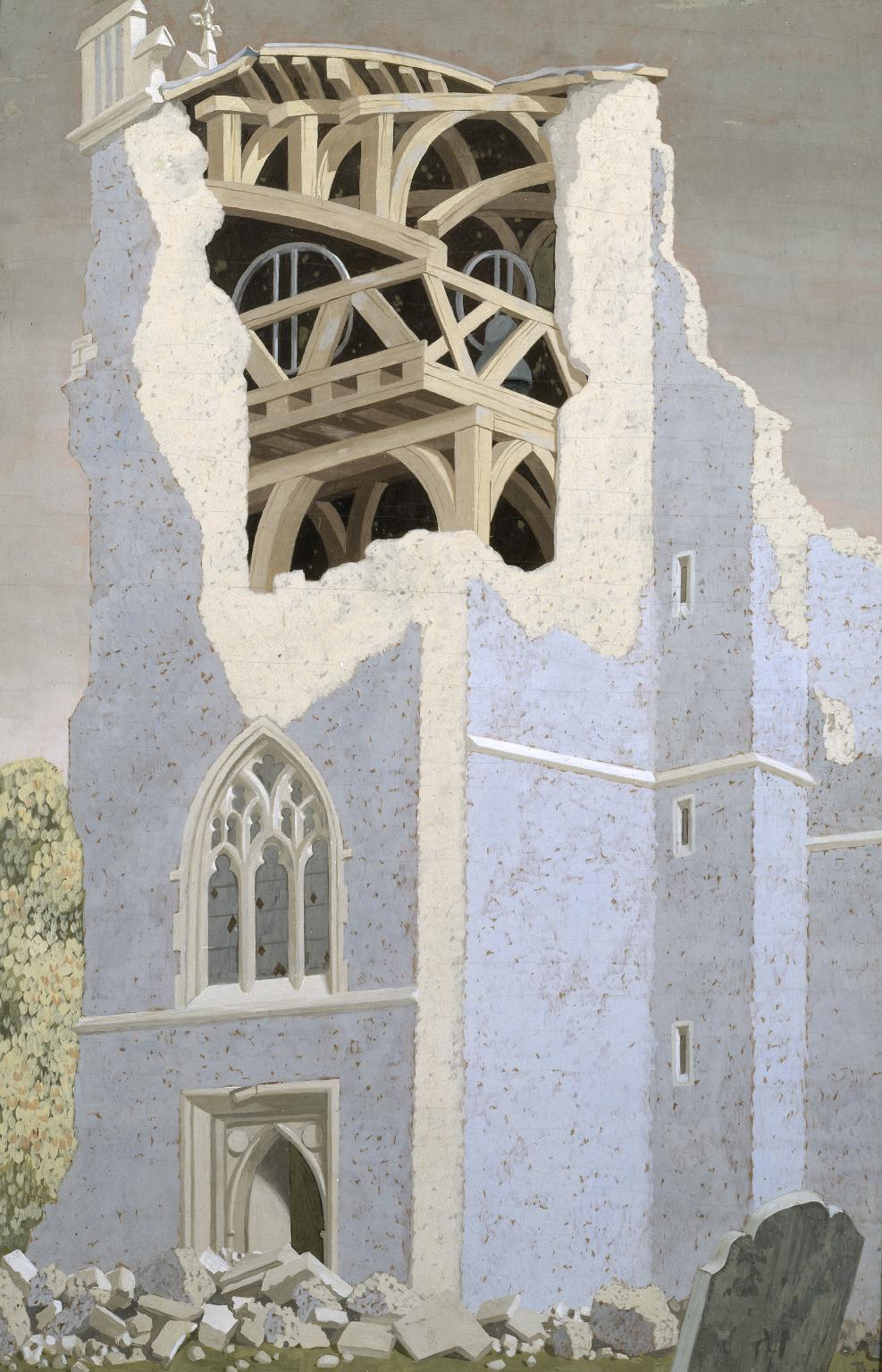
John Armstrong: Coggeshall Church, Essex, (Tate, 1940)
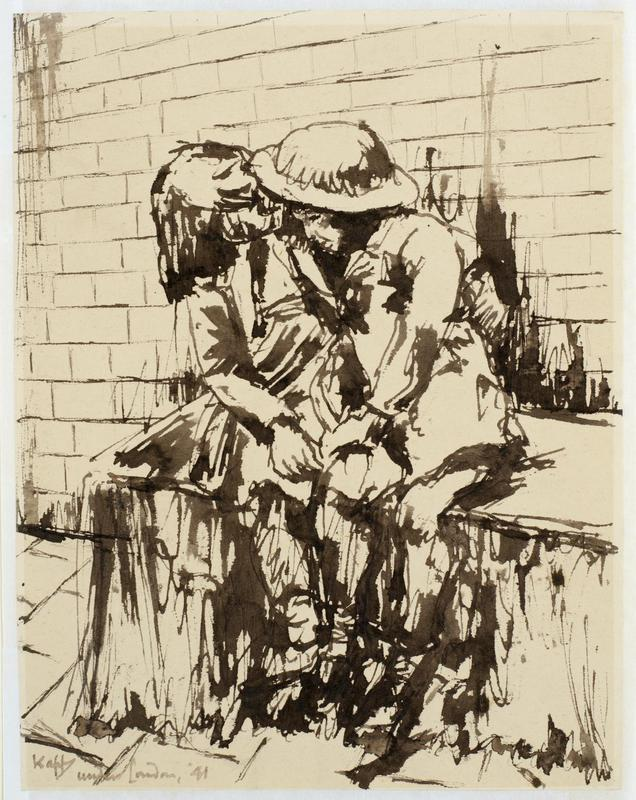
Edmond Xavier Kapp: A Brother and Sister Sheltering in the Underground, 1941